# Cooking Mama
 (août 2016).
Si vous disposez d'ouvrages ou d'articles de référence ou si vous connaissez des sites web de qualité traitant du thème abordé ici, merci de compléter l'article en donnant les références utiles à sa vérifiabilité et en les liant à la section « Notes et références ».
Cooking Mama クッキング ママ (Kukkingu Mama) est un jeu vidéo développé par Office Create pour Nintendo DS. Il s’agit d’un jeu de cuisine, publié par Taito en 2006 au Japon, par Majesco aux États-Unis et 505 Games en Europe.
Le jeu a reçu la récompense Best of E3 d'IGN pour 2006. Une version sur Wii est également sortie, intitulée Cooking Mama: Cook Off, et le jeu possède une suite sur DS : Cooking Mama 2 : Tous à table, sortie fin 2007.

## Système de jeu

### Généralités
Dans Cooking Mama, le joueur doit réaliser plusieurs étapes pour confectionner un plat, sous la direction de la cuisinière Mama. Il peut s'agir de découper de la viande, râper des carottes, faire cuire, placer les ingrédients sur une assiette... Le joueur utilise le stylet de la DS, et peut également souffler pour refroidir un plat. Chacune des étapes constitue un mini-jeu d'adresse et de rapidité, qui ne dure généralement pas plus de 10 secondes. Le joueur doit donc exécuter une série de mini-jeux tout au long du jeu.
Les mini-jeux peuvent faire appel à la rapidité pure (tracer des lignes très vite pour découper des ingrédients en tranches) ou au rythme (lors de la cuisson, en ajustant la température ou en déplaçant la casserole au bon moment)... Généralement, le joueur regarde l'écran du haut pour voir les instructions, et les exécute grâce à l'écran tactile. Si le joueur fait une erreur ou si le temps expire alors que l'étape n'est pas complètement terminée, une Mama en colère flammes dans les yeux apparaît sur l'écran, avec le message : Don't worry, Mama will fix it! (en français : « Ce n'est rien ! Mama va arranger ça. »)
Réaliser un plat peut demander une seule étape, donc un seul mini-jeu, mais certains en demandent une douzaine. La performance du joueur est évaluée à la fin de chaque plat. Selon le score, le joueur peut recevoir une médaille de bronze, d'argent ou d'or. Pour chaque plat, la meilleure médaille reçue par le joueur est affichée dans l'écran de sélection des plats.

### Modes de jeu

#### Let's Cook(«Cuisine»)
C'est le mode de jeu principal, où il s'agit de confectionner un plat. Le joueur commence avec quelques recettes simples, et des recettes de plus en plus complexes sont déverrouillées au fur et à mesure que les précédentes sont réussies. Dans chaque recette, le joueur doit réussir un mini-jeu pour chaque ingrédient ou groupe d'ingrédients. Par exemple, pour faire un sandwich, le joueur commence par couper un concombre en rondelles avant la fin de la limite de temps.
Quand le joueur réalise un plat qu'il a déjà réussi, il a parfois la possibilité de changer « à la volée », entre deux mini-jeux, pour un plat analogue. S'il réussit, la recette qu'il vient de réaliser est déverrouillée pour la suite de la partie.

#### Let's Combine(«Fait des mélanges»)
Dans ce mode, le joueur peut choisir des recettes parmi celles disponibles, et les combiner pour créer un nouveau plat (pour le meilleur et pour le pire...). Ce mode est juste destiné à s'amuser, et ne donne aucun bonus pour le mode principal.

#### Use Skill(«Test»)
Dans ce mode, le joueur teste ses capacités à réaliser les différents mini-jeux. Il s'agit de défis contre la montre sur des tâches spécifiques comme découper, râper, ajouter des ingrédients, éplucher, faire cuire, etc. Le joueur est noté à la fin de chaque test.

## Critique
Cooking Mama a été globalement bien accueilli par la critique. IGN lui a même décerné la récompense Best of E3 en 2006. La plupart des testeurs, dont GameSpot, ont apprécié son originalité et son aspect coloré, mais ont déploré sa trop faible difficulté. Gamekult déplore également « quelques coquilles dans la traduction française » ; entre autres, le mot « Œuf » est régulièrement remplacé par « Ruf » ou « Suf ».

## Suites
Une version pour Wii, Cooking Mama: Cook Off (Cooking Mama: Minna to Issho ni Oryouri Taikai!), est sortie le 8 février 2007 au Japon. Le stylet et l'écran tactile sont remplacés par la Wiimote pour les mini-jeux. Le jeu est sorti en Amérique du Nord le 20 mars 2007 et en Europe en mai 2007.
Une suite sur la Nintendo DS, Cooking Mama 2: Dinner with Friends (Cooking Mama 2 : Tous à table en français), est sortie le 15 novembre 2007 au Japon, et le 14 février 2008 en Europe. Elle inclut de nouvelles recettes, de nouveaux mini-jeux, et de nouveaux modes de jeu dont un mode multijoueur.